# دوري آيسلندا الممتاز 2001
دوري آيسلندا الممتاز 2001 (بالآيسلندية: Símadeild karla í knattspyrnu 2001) هو الموسم 90 من  دوري آيسلندا الممتاز. أقيم خلال الفترة 18 مايو 2001 وحتى 18 سبتمبر 2001، والذي يشرف على تنظيمه اتحاد آيسلندا لكرة القدم، وكان عدد الأندية المشاركة فيه  10، وفاز فيه ابروتاباندلاج أكرانيس.